# Sylvia Iparraguirre

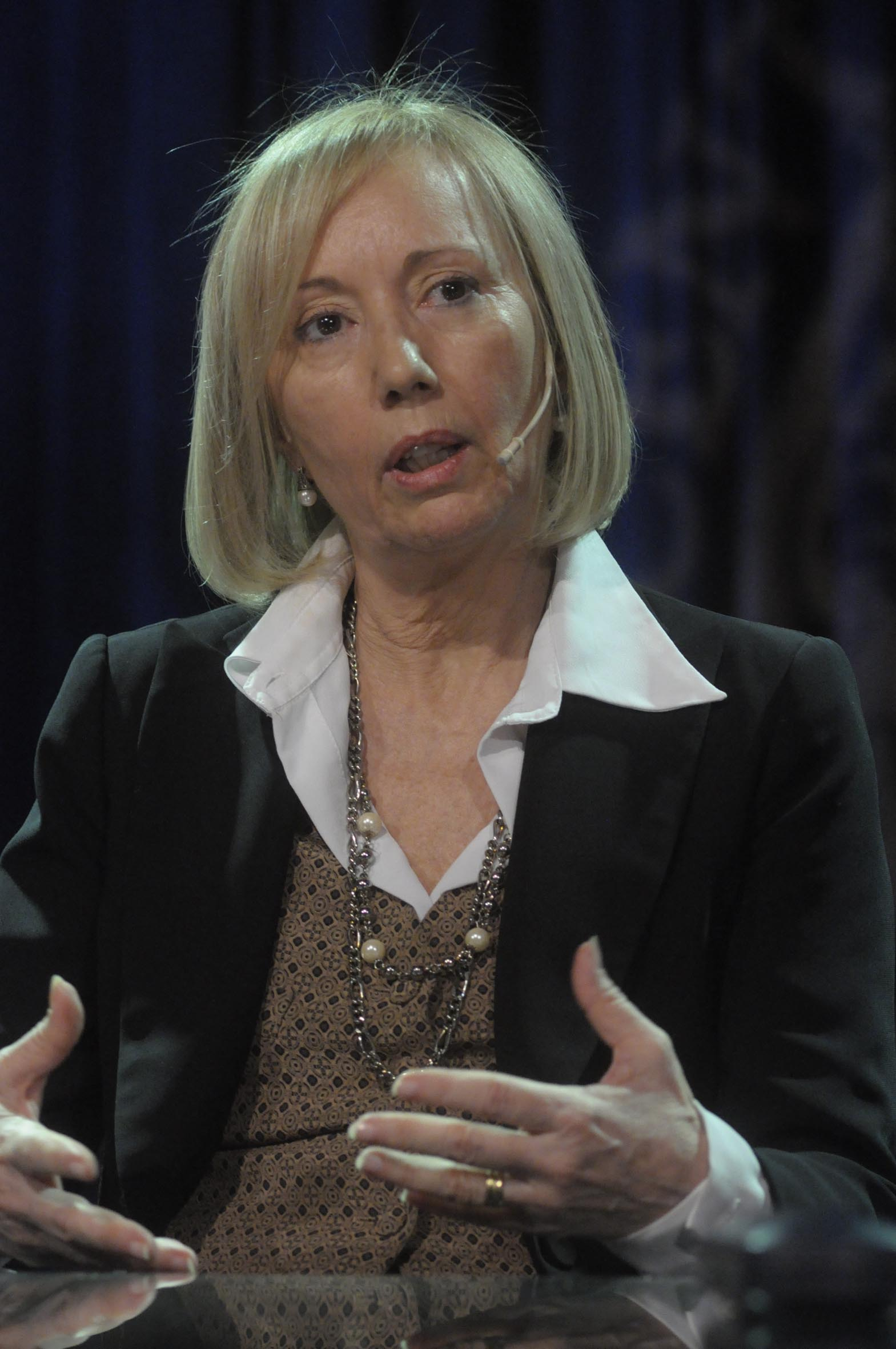
Sylvia Iparraguirre (2010)

Sylvia Iparraguirre (* 4. Juli 1949 in Junín, Provinz Buenos Aires) ist eine argentinische Sprach- und Literaturwissenschaftlerin und Schriftstellerin.

## Leben und Werke
Iparraguirre studierte Geisteswissenschaften an der Universität Buenos Aires, an der sie seit langem lehrt und arbeitet, vor allem im Bereich der Soziolinguistik. 
Iparraguirre war Mitherausgeberin von zwei Kulturzeitschriften. Sie hat drei Bücher mit Erzählungen publiziert, sowie die Romane El Parque (1996, 2004) und La tierra del fuego (1998). Dieser Roman erhielt mehrere Preise, darunter den Premio Sor Juana Inés de la Cruz, und wurde in mehrere Sprachen übersetzt, dt. unter dem Titel Das Land der Feuer. Im Jahre 2007 erschien ihr Roman El muchacho de los senos de goma (dt. 2010 unter dem Titel Der Junge mit den Gummibrüsten).

## Schriften
- En el invierno de las ciudades. Editorial Galerna, Buenos Aires 1988, ISBN 950-556-218-7.
- Probables lluvias por la noche. Emecé Editores, Buenos Aires 1993, ISBN 950-04-1246-2.
- El Parque. Emecé Editores, Buenos Aires 1996, ISBN 950-04-1610-7.
- La Tierra del Fuego. Aguilar u. a., Buenos Aires 1998, ISBN 950-511-414-1.
  - deutsch: Land der Feuer. Roman. Aus dem Spanischen von Enno Petermann. Fest, Berlin 1999, ISBN 3-8286-0093-X.
- El muchacho de los senos de goma. Aguilar u. a., Buenos Aires 2007, ISBN 978-987-04-0834-5.
  - deutsch: Der Junge mit den Gummibrüsten. Roman. Aus dem argentinischen Spanisch von Sabine Giersberg. Stockmann, Bad Vöslau 2010, ISBN 978-3-9502750-3-2.